# Kharaneh IV
Kharaneh IV ist eine archäologische Fundstelle des Epipaläolithikum in Jordanien. Sie erbrachte Belege für eine zumindest zeitweise Sesshaftigkeit von Jäger-und-Sammler-Gesellschaften vor etwa 20.000 Jahren.

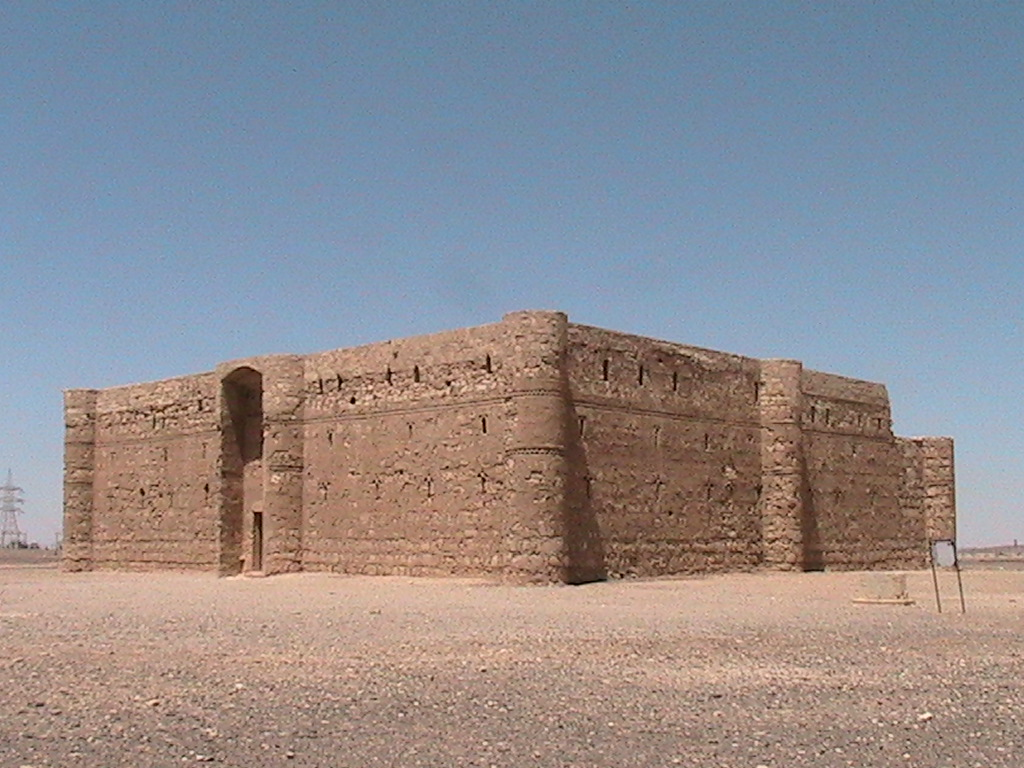
Qasr -Kharana

## Lage
Kharaneh IV liegt in der Nähe des Wüstenschlosses Qasr Kharana im Azraq-Becken etwa 70 km östlich von Amman. Die Region war bis 1980 fruchtbar und wasserreich. Durch starke Wasserentnahmen für die Versorgung von Amman sind heute nur noch Reste einer Sumpflandschaft in der Nähe von Qasr al-Azraq erhalten. Auch im Epipaläolithikum war die Landschaft fruchtbar. Es gab ganzjährig wasserführende Flüsse sowie eine Vielfalt von Pflanzen und Tieren. Knochenfunde belegen das Vorkommen von Gazellen, Hasen, Füchsen, Schildkröten, Wasservögeln und Fischen. Aus verkohlten Überresten von Bäumen (Tamarisken, wilde Pistazien) und Kräutern (Chenopodiaceae) lässt sich auf eine offene Landschaft mit Grasland und Bäumen schließen.

## Forschungsgeschichte
Im Azrag-Becken sind mehrere Fundstellen aus dem Epipaläolithikum bekannt. Kharaneh IV wurde in den 1980er Jahren von Mujahed Muheisen von der Yarmuk-Universität in Irbid untersucht. Er legte eine genaue Analyse von Feuerstein-Artefakten aus einem begrenzten Grabungsabschnitt vor und konnte Parallelen zur Kebaran-Kultur feststellen. Von 2005 bis 2010 wurde Kharaneh IV vom Epipalaeolithic Foragers of Azraq Project (EFAP) erforscht. Das Ziel des Projekts ist ein detailliertes Verständnis der Jäger-Sammler-Gesellschaften im Azraq-Becken, um sie im breiteren Kontext des kulturellen Umbruchs im Südwesten Asiens am Ende des Pleistozäns einordnen zu können. Untersucht werden Muster des sozialen Verhaltens einschließlich Mobilität, inter-regionaler Austausch, soziale Organisation und Paläoökologie, um zu verstehen, wie Landschaften sozial konstruiert und von menschlichen Populationen belebt waren. Dazu gehören Studien der Bestattungspraktiken, der Aktivitäten vor Ort und der Nutzung der lokalen Landschaft.

## Grabungsergebnisse
In den Ausgrabungskampagnen der Jahre 2008 bis 2010 wurden etwa tausend Jahre wiederholter und fortlaufender Besiedlung dokumentiert. Proben aus den Grabungsbereichen wurden mit Beschleuniger-Massenspektrometrie untersucht. Damit konnte die epipaläolithische Besiedlung auf 19.900 bis 18.600 Jahre BP datiert werden. Es wurde in zwei Hauptarealen gegraben und lange, intensive Besiedlung festgestellt. Die ununterbrochene Abfolge wird von einer hohen Funddichte belegt: bis zu 23.000 Steinabschläge pro Kubikmeter und eine ähnliche Häufigkeit von Knochen.
Im Areal B wurde die Stratigrafie vollständig untersucht sowie eine flächige Grabung durchgeführt. Es zeigten sich dünne (2–3 cm) kompakte Begehungshorizonte, die mit dickeren (10–15 cm) Ablagerungsschichten abwechselten. Muheisen fand in diesem Bereich mehrere große Gruben und zwei Bestattungen. 2010 wurden daran angrenzend zwei Strukturen ausgegraben, die als Hütten gedeutet werden. Die eine war mit einer schwarz verbrannten Schicht bedeckt. Darauf fanden sich an drei Stellen Depots von durchbohrten Meeresschnecken, jeweils mit einem großen Stück Ocker. Die ganze Struktur war mit einem fundfreien, groben, braun-orangen Sand bedeckt. Die im ganzen rund 1000 Meeresschnecken stammten sowohl aus dem Mittelmeer als auch aus dem Roten Meer – waren also aus Entfernungen von 130 beziehungsweise 270 Kilometer importiert worden.

## Fazit
Am Fundort Kharaneh IV zeigen die internationalen Forschungsergebnisse, dass die Sesshaftigkeit und der Beginn dörflicher Strukturen noch vor dem belegbaren Beginn des Ackerbaus einsetzte. Der Anfang dieser Entwicklung musste um 10.000 Jahre in die Vergangenheit verschoben werden. Fundstellen wie Kharaneh und Ohalo II am See Genezareth deuten darauf hin, dass der Beginn von – zumindest saisonaler – Sesshaftigkeit und „dörflichen Strukturen“ früher als angenommen stattfand.
Mit einem Alter von fast 20.000 Jahren zählen die Hüttenstrukturen in der jordanischen Wüste zum Epipaläolithikum des Vorderen Orients. Mit Epipaläolithikum bezeichnet man hier die mehrtausendjährige Übergangszeit (in Europa das Mesolithikum) zum Neolithikum. Während dieser Zeit entstehen in den Jäger-und-Sammler-Gesellschaften bereits typisch neolithische Elemente. Für das späte Epipaläolithikum sind mittlerweile sogar Steinbauten, komplexe Siedlungsstrukturen, und eine komplexe Gesellschaftsstruktur belegt.
Aus dem frühen und mittleren Paläolithikum sind nur wenige Fundstellen bekannt, die als saisonale Zeltplätze kleiner Jäger und Sammler-Gruppen gelten. Die beiden in Kharaneh IV gefundenen Hütten sind nicht die einzigen Siedlungsnachweise. Das im Ganzen 21.000 m² große Gelände lieferte zahlreiche Funde aus verschiedenen Phasen des Epipaläolithkums, wie größere Komplexe aus Stein- und Knochenwerkzeugen, rotem Ocker und marinen Muschelperlen.